# François Martin (auteur)
 (septembre 2016).
Si vous disposez d'ouvrages ou d'articles de référence ou si vous connaissez des sites web de qualité traitant du thème abordé ici, merci de compléter l'article en donnant les références utiles à sa vérifiabilité et en les liant à la section « Notes et références ».
Pour les articles homonymes, voir François Martin et Martin.
François Martin, né le 2 août 1968 à Clermont-Ferrand, est un illustrateur français.

## Biographie
Après un bac A3 (arts plastiques), il obtient le diplôme de l'École Émile-Cohl à Lyon puis se lance dans l'illustration, travaillant d'abord de façon traditionnelle (gouache, pinceaux et papier) pour ensuite venir à l'infographie, principalement dans l'édition jeunesse et dans la publicité. On lui doit notamment l'illustration de deux ouvrages de Mark Twain (Le Prince et le Pauvre et Les Aventures de Huckleberry Finn) en 1995-1996, de La chasse aux carottes de René Gouichoux chez Nathan (1999), de Pizzicato trafic d'Hervé Mestron chez Magnard (2000), Seismes et cataclysmes et Reptiles, grenouilles et compagnie chez Larousse (2010 et 2011), petite souris et le trésor du pirate Chez Tournez la page.